# Dombasle-sur-Meurthe
Dombasle-sur-Meurthe és un municipi francès situat al departament de Meurthe i Mosel·la i a la regió del Gran Est. L'any 2007 tenia 9.716 habitants.

## Demografia

### Població
El 2007 la població de fet de Dombasle-sur-Meurthe era de 9.716 persones. Hi havia 3.832 famílies, de les quals 1.100 eren unipersonals (372 homes vivint sols i 728 dones vivint soles), 1.056 parelles sense fills, 1.352 parelles amb fills i 324 famílies monoparentals amb fills.
La població ha evolucionat segons el següent gràfic:
Habitants censats

### Habitatges
El 2007 hi havia 4.215 habitatges, 3.923 eren l'habitatge principal de la família, 14 eren segones residències i 278 estaven desocupats. 2.982 eren cases i 1.220 eren apartaments. Dels 3.923 habitatges principals, 2.597 estaven ocupats pels seus propietaris, 1.259 estaven llogats i ocupats pels llogaters i 67 estaven cedits a títol gratuït; 129 tenien una cambra, 196 en tenien dues, 653 en tenien tres, 1.101 en tenien quatre i 1.844 en tenien cinc o més. 2.532 habitatges disposaven pel capbaix d'una plaça de pàrquing. A 1.869 habitatges hi havia un automòbil i a 1.245 n'hi havia dos o més.

### Piràmide de població
La piràmide de població per edats i sexe el 2009 era:
| Homes | Edats   | Dones |
| ----- | ------- | ----- |
| 4     | 95 o +  | 24    |
| 24    | 90 a 94 | 36    |
| 64    | 85 a 89 | 140   |
| 56    | 80 a 84 | 72    |
| 176   | 75 a 79 | 280   |
| 184   | 70 a 74 | 276   |
| 200   | 65 a 69 | 296   |
| 205   | 60 a 64 | 228   |
| 208   | 55 a 59 | 196   |
| 256   | 50 a 54 | 321   |
| 294   | 45 a 49 | 265   |
| 257   | 40 a 44 | 322   |
| 364   | 35 a 39 | 304   |
| 312   | 30 a 34 | 292   |
| 224   | 25 a 29 | 268   |
| 237   | 20 a 24 | 245   |
| 312   | 15 a 19 | 268   |
| 317   | 10 a 14 | 404   |
| 320   | 5 a 9   | 292   |
| 224   | 0 a 4   | 232   |

## Economia
El 2007 la població en edat de treballar era de 5.984 persones, 4.291 eren actives i 1.693 eren inactives. De les 4.291 persones actives 3.904 estaven ocupades (2.064 homes i 1.840 dones) i 387 estaven aturades (178 homes i 209 dones). De les 1.693 persones inactives 475 estaven jubilades, 709 estaven estudiant i 509 estaven classificades com a «altres inactius».

### Ingressos
El 2009 a Dombasle-sur-Meurthe hi havia 4.015 unitats fiscals que integraven 9.924,5 persones, la mediana anual d'ingressos fiscals per persona era de 17.761 €.

### Activitats econòmiques
Dels 326 establiments que hi havia el 2007, 2 eren d'empreses extractives, 11 d'empreses alimentàries, 1 d'una empresa de fabricació de material elèctric, 20 d'empreses de fabricació d'altres productes industrials, 40 d'empreses de construcció, 75 d'empreses de comerç i reparació d'automòbils, 23 d'empreses de transport, 17 d'empreses d'hostatgeria i restauració, 7 d'empreses d'informació i comunicació, 19 d'empreses financeres, 13 d'empreses immobiliàries, 25 d'empreses de serveis, 45 d'entitats de l'administració pública i 28 d'empreses classificades com a «altres activitats de serveis».
Dels 90 establiments de servei als particulars que hi havia el 2009, 1 era una comissaria de policia, 1 gendarmeria, 1 oficina de correu, 7 oficines bancàries, 4 funeràries, 8 tallers de reparació d'automòbils i de material agrícola, 1 taller d'inspecció tècnica de vehicles, 2 autoescoles, 5 paletes, 7 guixaires pintors, 7 fusteries, 10 lampisteries, 3 electricistes, 4 empreses de construcció, 10 perruqueries, 1 veterinari, 11 restaurants, 2 agències immobiliàries, 2 tintoreries i 3 salons de bellesa.
Dels 28 establiments comercials que hi havia el 2009, 4 eren supermercats, 1 un supermercat, 1 una botiga de més de 120 m², 5 fleques, 3 carnisseries, 2 llibreries, 4 botigues de roba, 1 una botiga de roba, 2 sabateries, 1 una sabateria, 1 una botiga de mobles, 1 una perfumeria i 2 floristeries.
L'any 2000 a Dombasle-sur-Meurthe hi havia 7 explotacions agrícoles que ocupaven un total de 222 hectàrees.

## Equipaments sanitaris i escolars
El 2009 hi havia 1 centre de salut i 5 farmàcies.
El 2009 hi havia 3 escoles maternals i 3 escoles elementals. A Dombasle-sur-Meurthe hi havia 2 col·legis d'educació secundària i 1 liceu tecnològic. Als col·legis d'educació secundària hi havia 760 alumnes i als liceus tecnològics 419.

## Poblacions més properes
El següent diagrama mostra les poblacions més properes.